# Microsema immaculata
Microsema immaculata är en fjärilsart som beskrevs av W. Warren 1897. Microsema immaculata ingår i släktet Microsema och familjen mätare. Inga underarter finns listade i Catalogue of Life.